# Vitunj
Vitunj je naselje u Republici Hrvatskoj, u sastavu Grada Ogulina, Karlovačka županija.

Mjesto pod Klekom, 7 km zapadno od Ogulina na vrelu Vitunjčice, pritoke rijeke Dobre.

Iznad sela na glavici visokoj 650 m (Gradina) ruševine su srednjovjekovnog frankopanskog grada Vitunja, o kojem se malo zna, tek da je 1575. zauvijek napušten. U vrijeme turskih prodora ovaj kraj je opustio do 1639. g. kada Frankapani, kapetani ogulinski naseljavaju vlahe iz Petrova polja.

Vitunjčica je rječica salmonidnog karaktera pa je na njoj izgrađeno i ribogojilište za uzgoj konzumne pastrve.

## Stanovništvo
Prema popisu stanovništva iz 2001. godine, naselje je imalo 141 stanovnika te 48 obiteljskih kućanstava.
| broj stanovnika | 588   | 860   | 779   | 382   | 277   | 250   | 219   | 226   | 223   | 208   | 197   | 178   | 160   | 149   | 141   | 98    | 77    |
|                 | 1857. | 1869. | 1880. | 1890. | 1900. | 1910. | 1921. | 1931. | 1948. | 1953. | 1961. | 1971. | 1981. | 1991. | 2001. | 2011. | 2021. |